# 大化会
大化會（たいかかい）は、1920年4月に清水行之助によって結成された国粋主義の右翼団体。

## 概要
清水が東京の市ヶ谷の牛込加賀町で結成し、1923年、猶存社にいた岩田富美夫が独立した際に、代表を引き継いだ。顧問には高畠素之が就任した。小山大獄、荒牧退助などが所属。
剣道・柔道の道場、相撲の土俵を造り、錬成した。兄弟分・客分として出入りした者に山本重太郎（東興連盟盟主・日協前衛隊盟主）、辰川龍之助（白狼会）、清水行之助（大行社）などがある。
道場の師範には江田島兵学校教官の寺田稲次郎（秋水会代表・旧日本国民党委員）が就任し、相撲は出羽海部屋の力士が指導にあたった。
創立当初は雑誌「日本」を発行し、後に「急進」を出した。
大杉栄遺骨奪取事件のほか、下田歌子事件、飯野吉三郎事件、神楽坂決闘事件、前橋水平社事件、野田醤油事件、不戦条約問題、やまと新聞社事件などに関係した。
2009年芳谷会長が健康上に理由で総本部を横浜に移転し、事実上『政治結社白龍会　会長山下桂三』が預かっている。
2020年現在の代表者は内田敏幸。